# HD 150026
HD 150026，又名CP-67 3196，SAO 253673、HR 6182，是一颗恒星，视星等为6.03，位于銀經322.52，銀緯-13.89，其B1900.0坐标为赤經16h 33m 14.5s，赤緯-67° -13.89′ 14″。